# 山姆·歐德漢姆
山姆·歐德漢姆（英語：Sam Oldham；1993年2月17日—）是一位英國競技體操運動員，主要擅長單槓。2012年，他幫助英國獲得了奧運會體操男子團體的銅牌。他也曾在2010年夏季青奧上摘得一枚金牌和一枚銀牌。